# 圣马丹德韦尔斯
圣马丹德韦尔斯（法語：Saint-Martin-de-Vers，法語發音：[sɛ̃ maʁtɛ̃ də vɛʁs]）是法国洛特省的一个旧市镇，属于卡奥尔区。2016年1月1日，圣马丹德韦尔斯和相邻的圣塞尔南合并成为新市镇莱佩什迪韦尔斯。

## 地理
圣马丹德韦尔斯（44°34'51"N, 1°33'32"E）面积9.93 平方千米，位于法国奧克西塔尼大區洛特省，该省份为法国西南部内陆省份，北起顺时针与科雷兹省、康塔爾省、阿韦龙省、塔恩-加龙省、洛特-加龍省和多尔多涅省接壤。
与圣马丹德韦尔斯接壤的市镇（或旧市镇、城区）包括：克拉、拉莫特卡塞勒、洛泽斯、纳迪亚克、圣塞尔南、圣索沃尔拉瓦莱、于塞勒。
圣马丹德韦尔斯的时区为UTC+01:00、UTC+02:00（夏令时）。

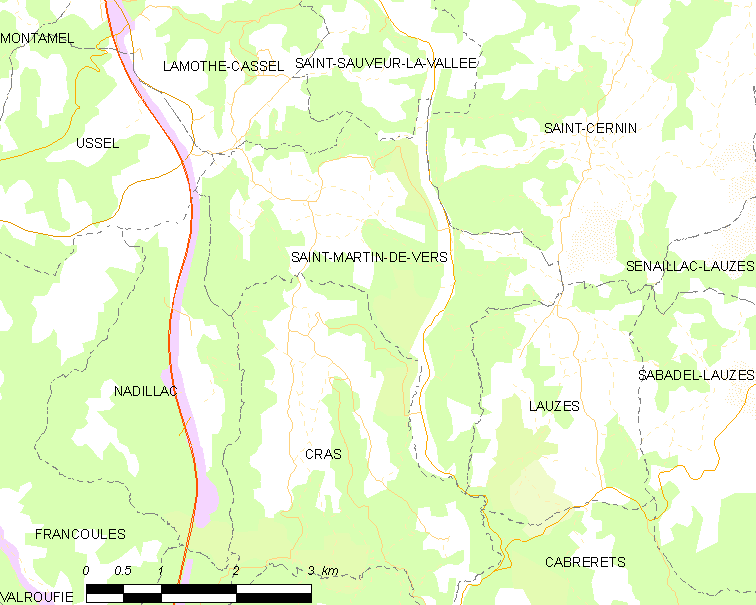
圣马丹德韦尔斯的OSM定位图

## 行政
圣马丹德韦尔斯的邮政编码为46360，INSEE市镇编码为46275。

## 政治
圣马丹德韦尔斯所属的省级选区为科斯与谷地县。

## 人口

1962-2008年间圣马丹德韦尔斯人口变化图示

圣马丹德韦尔斯于2018年1月1日时的人口数量为107人。